# Арсенат магния
Арсенат магния — неорганическое соединение,
соль магния и мышьяковой кислоты с формулой Mg3(AsO4)2,
бесцветные кристаллы,
не растворяется в воде,
образует кристаллогидраты.

## Получение
- В природе встречается минерал — хоернесит (гёрнесит) — Mg3(AsO4)2•8H2O с примесями [1]

- Растворение карбоната магния в растворе мышьяковой кислоты:

{\displaystyle {\mathsf {3MgCO_{3}+2H_{3}AsO_{4}\ {\xrightarrow {}}\ Mg_{3}(AsO_{4})_{2}\cdot 10H_{2}O\downarrow +3CO_{2}\uparrow +3H_{2}O}}}

## Физические свойства
Арсенат магния образует бесцветные кристаллы
тетрагональной сингонии,
пространственная группа I 42d,
параметры ячейки a = 0,6783 нм, c = 1,8963 нм, Z = 6.
Не растворяется в воде и органических растворителях.
Образует кристаллогидраты состава Mg3(AsO4)2•n H2O, где n = 2, 7, 8 и 10.

## Химические свойства
- Разлагается при нагревании:

{\displaystyle {\mathsf {Mg_{3}(AsO_{4})_{2}\ {\xrightarrow {1100^{o}C}}\ 3MgO+As_{2}O_{3}+O_{2}\uparrow }}}

## Применение
- Компонент люминофоров.
- Инсектицид.
- Гербицид.